# エグベルト・ジスモンチ
エグベルト・ジスモンチ（Egberto Gismonti、1947年12月5日 - ）は、ブラジル・リオデジャネイロ州カルモ (Carmo) 出身のマルチ楽器奏者、作曲家、編曲家、音楽プロデューサー。高い演奏技術を持つとともに、彼の作るリリカルな曲は様々なミュージシャンにもカバーされている。

## 略歴

### 生い立ち
1944年、ブラジル・リオデジャネイロ州の田舎町カルモ (Carmo) にて、レバノン人の父とイタリア人の母との間に生まれる。彼の家族は祖父と叔父がバンドを率いている音楽一家で、彼自身も5歳の時、クラシカルピアノ、フルート、クラリネットそして音楽理論のレッスンを開始する。10歳の時セレナータが好きな母のために独学でギターを始め、後にカスタムメイドの10弦、12弦、14弦の多弦ギターや両手タッピング奏法をマスターする。
8歳の時から15年間、彼はピアノを学ぶために、ジャック・クライン (en:Jacques Klein) とアウレーリオ・シウヴェイラ (Aurélio Silveira) に師事した。1964年、彼はクラシックをウィーンで学ぶための奨学金を獲得したが、ポピュラー音楽を専攻したいと考えるようになり辞退した。

### 歌謡曲の作曲家として
1968年、彼が作曲した100人編成のオーケストラを従えた歌曲「O Sonho」がリオデジャネイロのテレビ局Globo主催の第3回国際歌謡祭で高い評価を得た。
1969年、彼はフランスへ渡り、歌手のマリー・ラフォレの指揮者、編曲者として1年半働くとともに、ジャン・バラケ、ナディア・ブーランジェ両名にインストゥルメンタルの師事を受けた。また、彼はファースト・アルバム『エグベルト・ジスモンチ』(Elenco) をリリースした。
1970年、フランスから2枚のシングル、ブラジル、イタリア、ドイツからそれぞれ1枚ずつアルバムを発表する。また、「Mercador de Serpentes」が第5回国際歌謡祭で発表される。

### インストへの傾倒
1971年、ブラジルに復帰。1973年までにEMI/Odeonを通じてリリースされた3枚のアルバムが、その後、彼がインストに傾倒するターニングポイントとなる。しかし、ブラジルの経済は次第に悪化していく。彼の最後の作品になるのではないかと憂慮され、当時贅沢なシンセサイザーとオーケストラを駆使して制作されたアルバムはブラジルのゴールデンレコードを受賞した。このアルバムはどのジャンルにも含まれない斬新なものであった。結局、彼はEMI/Odeonから1991年までに19枚のアルバムをリリースした。

### ECMへ参加
1974年、ベルリンのジャズ・フェスティバルに参加した彼は、エルメート・パスコアールやパーカッション奏者とのナナ・ヴァスコンセロスらと共演する。その後、ECMのマンフレート・アイヒャーと出合う。1975年にレーベルへの参加を請われ、1976年、ECMのメンバーに加わった。当初、ECMに入ることを躊躇していたのは、ジスモンチ自身がECMのことをあまりよく知らなかったためである。
ジスモンチはECMでブラジルの著名なミュージシャンによるアルバムを構想していたが、ブラジル軍事政権が国外に出るブラジル人に対し高額の課金をしていたため、彼らをECMのスタジオがあるノルウェーに連れ出すことが困難であった。そこで彼はソロ・アルバム制作に方針を変更してノルウェーに向かった。当地でアマゾン近くで育ってきたという共通の経歴を持つナナ・ヴァスコンセロスと再会し、アルバムへの参加を要請。1976年こうして完成したアルバム『輝く水』(ECM) は20万枚を売り上げるとともに、イギリスではポップの、アメリカではフォルクローレの、ドイツではクラシックと様々なジャンルの賞を受けることになる。このアルバムを機に、ヴァスコンセロスは世界的なミュージシャンとして各国を飛び回るようになるとともに、ジスモンチはアマゾンのフォクルローレの研究に没頭するようになる。そして、2年間、アマゾンで現地の人と生活を共にする。
1978年にサックス奏者ヤン・ガルバレク、マルチ楽器奏者のコリン・ウォルコット、ラルフ・タウナーらとアルバム『輝く陽』(ECM) を、1980年にヤン・ガルバレク、チャーリー・ヘイデンとアルバム『マジコ』(ECM) をリリース。また、1979年にリリースしたソロ・アルバム『ソロ』(ECM) はアメリカで10万枚以上を売り上げるヒットとなった。それ以降もコンスタントにアルバムを発表し続けている。

### レーベルのオーナーとして
ジスモンチはブラジルのレーベル「Carmo」のオーナーでもある。CarmoはECMと幾つかのジョイントベンチャーを果たしており、Carmoのタイトルをブラジル国外でECMを通じて販売をしている。また、彼はEMI/Odeonの持つ、彼の全タイトルのブラジル以外の地域の販売権を買い取ることにも成功している。

### その他
2007年、15年ぶりに来日を果たした。

## カバーしているアーティスト
- エリス・レジーナ
- ジョン・マクラフリン
- セルジオ・アサド
- パコ・デ・ルシア
- ヨーヨー・マ

他

## ディスコグラフィ

### アルバム
- 『エグベルト・ジスモンチ』 - Egberto Gismonti (1969年、Elenco)
- 『ソーニョ70』 - Sonho '70 (1970年、Polydor)
- 『オルフェ・ノヴォ』 - Orfeo Novo (1970年、MPS)
- 『水とワイン』 - Água e Vinho (1972年、EMI-Odeon)[1]
- 『エグベルト・ジスモンチ』 - Egberto Gismonti (1973年、EMI-Odeon)
- 『エグベルト・ジスモンチ (Árvore)』 - Árvore (1973年、Decca/ECM)
- 『未来のシェヘラザード』 - Academia de Danças (1974年、EMI)
- 『コラソンエス・フトゥリスタス』 - Corações Futuristas (1976年、Odeon)
- 『カルモ』 - Carmo (1977年、EMI)
- 『輝く水』 - Dança das Cabeças (1977年、ECM) ※with ナナ・ヴァスコンセロス
- 『ノー・カイピーラ』 - Nó Caipira (1978年、Odeon)
- 『輝く陽』 - Sol do Meio Dia (1978年、ECM)
- 『ソロ』 - Solo (1979年、ECM)
- 『マジコ』 - Mágico (1979年、ECM) ※with チャーリー・ヘイデン、ヤン・ガルバレク
- 『シルセンシ』 - Circense (1980年) ※旧邦題『カルナヴァル』
- 『フォーク・ソングス』 - Folk Songs (1981年、ECM) ※with チャーリー・ヘイデン、ヤン・ガルバレク
- 『サンフォーナ』 - Sanfona (1981年、ECM) ※solo and with Academia de Dancas
- 『エン・ファミーリア』 - Em Família (1981年、EMI)
- 『ファンタジア』 - Fantasia (1982年)
- 『心の街』 - Cidade Coração (1983年)
- 『エグベルト・ジスモンチ (Coração Da Cidade)』 - Egberto Gismonti (1984年)
- 『ふたつの声』 - Duas Vozes (1984年、ECM) ※with ナナ・ヴァスコンセロス
- 『トレム・カイピーラ』 - Trem Caipira (1985年)
- 『デュオ・エグベルト・ジスモンチ〜ナナ・ヴァスコンセロス1984』 - Live at Berlin Jazzbühne Jazz Festival (1984年) ※with ナナ・ヴァスコンセロス
- 『アルマ』 - Alma (1986年)
- O Pagador de Promessas (1988年)
- 『ダンサ・ドス・エスクラヴォス』 - Dança dos Escravos (1989年、ECM)
- 『光の束』 - Feixe de Luz (1988年)
- Amazônia (1991年)
- Kuarup (1991年、Carmo)
- 『インファンシア』 - Infância (1991年、ECM)
- 『つばめの家』 - Casa das Andorinhas (1992年)
- 『ミュージック・オブ・サヴァイヴァル』 - Música de Sobrevivência (1993年)
- Brasil Musical (1993年)
- 『ジグ・ザグ』 - Zig Zag (1995年、ECM)
- Forrobodó (1996年、Carmo)
- Violão (1996年、Carmo)
- 『ミーティング・ポイント』 - Meeting Point (1997年、ECM)
- 『イン・モントリオール』 - In Montreal (2001年、ECM) ※with チャーリー・ヘイデン
- Corações Futuristas (2001年、EMI)
- Retratos (2004年、EMI)
- 『サウダソォンエス』 - Saudações (2009年、ECM)
- 『マジコ カルタ・デ・アモール』 - Mágico: Carta de Amor (2012年、ECM) ※with ヤン・ガルバレク、チャーリー・ヘイデン